# 임대홍
임대홍(林大洪, 1920년 4월 27일~2016년 4월 5일)은 대한민국의 기업인이다. 미원그룹의 회장이자 대상그룹의 창업 회장이다. 본관은 조양이다. 60년 전통의 조미료인 미원을 발명한 것을 주요한 업적으로 남겼다.

## 학력
- 이리농림고등학교 졸업

## 경력
- 1997년 대상그룹 창업회장
- 1987년 미원그룹 명예회장
- 1973년 ~ 1974년 미원문화재단 이사장
- 1973년 ~ 1987년 대한투자금융 회장
- 1971년 미원문화재단 설립
- 1968년 ~ 1986년 미원그룹 회장
- 1965년 내쇼날플라스틱 사장
- 1965년 미원 사장
- 1964년 국산제당 사장
- 1947년 대림상공 사장

## 가족 관계
- 아들 : 임창욱 (林昌旭, 1949년 5월 7일 ~ )
- 며느리 : 박현주 (朴賢珠, 1953년 3월 7일 ~ )
- 손녀 : 임세령 (林世玲, 1977년 8월 13일 ~ )
- 손녀 : 임상민 (林尚敏, 1980년 6월 6일 ~ )